# Oberea laosensis
Oberea laosensis är en skalbaggsart som beskrevs av Stefan von Breuning 1963. Oberea laosensis ingår i släktet Oberea och familjen långhorningar.
Artens utbredningsområde är Laos. Inga underarter finns listade i Catalogue of Life.